# دانيال منساه
دانيال منساه (بالإنجليزية: Daniel Mensah) هو نحات غاني، ولد في 1968 في Teshie ‏ في غانا.